# Бисексуальное сообщество
К бисексуальному сообществу относятся члены ЛГБТ-сообщества, которые идентифицируют себя как бисексуалы, пансексуалы или сексуально флюидные.

## Определение сообщества
К би-сообществу относятся те, кто идентифицирует себя как бисексуалы, пансексуалы, биромантики, полисексуалы или сексуально флюидные. Бисексуальные люди гораздо реже, чем их коллеги-лесбиянки и геи, совершают каминг-аут. В результате, среди бисексуального сообщества существует множество различий в том, как важно, чтобы бисексуалы находили бисексуальность в качестве своей идентичности. Бисексуальные люди могут состоять в широких ЛГБТ-группах в рамках социальных сетей. Неважно, участвуют ли бисексуалы в более широкой ЛГБТ-культуре, они также могут участвовать в конкретно бисексуальных комьюнити.
Сообщество бисексуалов проводит би-ориентированные мероприятия и конференции, выпускает публикации, веб-сайты магазины, журналы, СМИ, участвует в организации объединений и писательских групп, в него входят некоторые политики и ассоциации психического здоровья. Бисексуальные группы начали формироваться на Западе в 1980-х годах.
Эти сообщества объединяются с сообществами геев, лесбиянок и трансгендеров для проведения более крупных ЛГБТ-мероприятий, таких как ЛГБТ-прайды, марши за гражданские права; для организации пропагандистской деятельности, конференций и другие общенациональный мероприятий, таких как Национальный марш равенства, где пересекаются интересы разных сообществ. Часто на конференциях проводятся отдельные семинары по тематике бисексуалов и трансгендеров, и несколько прайдов гордости теперь включают также специальные секции бисексуалов.
23 сентября отмечают День бисексуальности.

## Дискриминация
Люди, которые идентифицируют себя как бисексуалы, могут получать в свой адрес ненависть и недоверие (бифобия) и стереотипы и отрицание (би-стирание) от людей любых сексуальных ориентаций. Люди могут сказать, что бисексуалы просто не уверены в своих чувствах или проходят через «фазу» и будут или должны «решить» или «обнаружить», какой пол их привлекает. С другой стороны, также растёт поддержка, включение и видимость бисексуалов в ЛГБТ-сообществе.
Ряд групп работали вместе и сосредоточились на вопросах, которые важны для би-сообщества, таких как предотвращение бифобии и би-стирания, знакомства, каминг-аут и видимость бисексуалов. Эти группы идентифицированы и тесно связаны с сообществами геев, лесбиянок и трансгендеров, но их основное внимание уделяется би-сообществу. Есть и движения по борьбе с бифобией и мифами о бисексуалах.

## Кампании за равенство и празднование гордости
Марш национального равенства был национальной политической демонстрацией в США, прошедший 11 октября 2009 года в Вашингтоне, округ Колумбия и призывавший к равной защите для лесбиянок, геев, бисексуалов и трансгендеров во всех вопросах, регулируемых гражданским законодательством во всех штатах и округах. Инициатором марша был ЛГБТ-активист Клив Джонс, а организаторами Равенство по всей Америки и Кампания Мужества. Кип Уильямс и Робин МакГи работали в качестве со-директоров. Это был первый национальный марш в Вашингтоне, округ Колумбия, за права ЛГБТ с марта 2000 года.
Несколько би- и пан-групп, в том числе BiNet USA, Бисексуальная сеть Нью-Йорка, DC Bi Women и BiMA DC, участвовали в марше, демонстрируя солидарность бисексуалов. На митинге было четыре бисексуальных спикера: Майкл Хаффингтон, Леди Гага, Хлоя Нобл и Пенелопа Уильямс.
В октябре 2009 года би-активистка Эми Андре была назначена исполнительным директором Комитета по празднованию прайдов в Сан-Франциско, что сделало её первой бисексуальной женщиной-исполнительным директором прайда в Сан-Франциско.